# Ernest Goüin
Ernest Goüin,o Gouin, (Tours, 22 de juliol del 1815 - París, 24 de març del 1885) va ser un enginyer civil i un industrial francès). El seu cognom apareix inscrit a la Torre Eiffel
L'any 1846 va fundar l'empresa Ernest Goüin & Cie. (des de 1871 Société de Construction des Batignolles); aquesta empresa inicialment va construir locomotores, després es diversificà a construccions de ponts i vies de tren.

## Biografia
Provenia d'una família de banquers i comerciants.
Va estudiar a l'École Polytechnique, el 1836 passà a l'École nationale des ponts et chaussées Després estudià els ferrocarrils d'a Anglaterra i dirigí la Compagnie du chemin de fer de Paris à Orléans.
Va ser director de la Banque de France